# Historia de una revolución (película)
Historia de una revolución (La Révolution française) es una película histórica francesa dirigida por Robert Enrico y Richard T. Heffron. Fue estrenada en octubre de 1989. Existe una versión más larga de la película, montada para la televisión. La película fue rodada simultáneamente en francés y en inglés. 
Fue realizada contando con un elevado presupuesto a fin de conmemorar el bicentenario de la Revolución francesa, ocurrida en 1789, aunque constituyó un fracaso comercial debido al escaso interés que despertó en Francia la celebración del bicentenario. La película se divide en dos partes:
- Los años luminosos. Fue dirigida por Roberto Enrico. Comienza relatando los acontecimientos que llevaron a la convocatoria de los Estados Generales de 1789, y finaliza con el asalto al Palacio de las Tullerías, ocurrido el día 10 de agosto de 1792.
- Los años terribles. Fue dirigida por Richard T. Heffron. Comienza con el ingreso de Luis XVI y su familia en la prisión del Temple, y finaliza con la muerte de Robespierre en 1794, que supuso el fin del periodo del Terror.

## Sinopsis

### «Los años luminosos»
La primera parte de la película relata los siguientes acontecimientos:
- La reunión de los  Estados Generales de 1789.
- El Juramento del Juego de la Pelota y la instauración de la Asamblea Nacional Constituyente.
- La toma de la Bastilla, ocurrida el día 14 de julio de 1789.
- La instauración de la Comuna de París.
- El Gran Miedo campesino.
- La noche del 4 de agosto de 1789.
- La Declaración de los Derechos del Hombre y del Ciudadano.
- La marcha sobre Versalles del 5 y 6 de octubre de 1789.
- La Fiesta de la Federación.
- La Fuga de Varennes.
- La masacre del Campo de Marte.
- La instauración de la Asamblea Nacional Legislativa.
- El debate sobre la guerra entre Brissot y Robespierre y la declaración de guerra al emperador de Austria (20 de abril de 1792).
- La Toma de Porrentruy el 28 de abril de 1792
- La jornada del 20 de junio de 1792.
- La instauración de la Comuna Insurreccional de París de 1792.
- El asalto al Palacio de las Tullerías, ocurrido el día 10 de agosto de 1792.

### «Los años terribles»
La segunda parte de la película relata los siguientes acontecimientos:
- El encierro de Luis XVI y su familia en la prisión del Temple.
- La deserción del marqués de La Fayette.
- Las masacres de septiembre y la instauración del reinado del Terror.
- La batalla de Valmy.
- La instauración de la Primera República Francesa y de la Convención Nacional.
- El proceso y la ejecución de Luis XVI.
- La instauración del Tribunal Revolucionario y del Comité de Salvación Pública.
- Los enfrentamientos entre los partidarios de la Montaña y los girondinos.
- La caída de los girondinos durante las jornadas del 31 de mayo y del 2 de junio de 1793.
- El asesinato de Jean-Paul Marat, ocurrido el día 13 de julio de 1793.
- El proceso de la reina María Antonieta y su ejecución.
- El reinado del Terror.
- El proceso de los hebertistas y su ejecución.
- El proceso de Georges-Jacques Danton y de Camille Desmoulins y su ejecución.
- La Fiesta del Ser Supremo.
- La caída y ejecución de Maximilien Robespierre.

## Reparto
Nota: Se doblaron las voces de algunos actores de habla distinta de la francesa.
- Klaus Maria Brandauer (doblado por Bernard Murat): Danton †
- François Cluzet : Camille Desmoulins †
- Jean-François Balmer: Luis XVI †
- Jane Seymour (doblada por Béatrice Delfe[3]): María Antonieta de Austria †
- Andrzej Seweryn: Robespierre †
- Marianne Basler: Gabrielle Danton
- Peter Ustinov (doblado por Roger Carel): Conde de Mirabeau
- Sam Neill (doblado por Pierre Arditi): Marqués de La Fayette
- Claudia Cardinale: Yolande de Polastron, duchesse de Polignac
- Vittorio Mezzogiorno: Jean-Paul Marat †
- Jean-François Stévenin: Louis Legendre
- Marc de Jonge: Antoine Joseph Santerre
- Michel Duchaussoy: Jean Sylvain Bailly †
- Philippine Leroy-Beaulieu: Charlotte Corday †
- Christopher Lee: Charles-Henri Sanson
- Henri Serre: M. de Launay †
- Serge Dupire: Billaud-Varenne
- Jean Bouise: Maurice Duplay
- Marie Bunel: Lucile Desmoulins †
- Gabrielle Lazure: princesa de Lamballe †
- Dominique Pinon: Jean-Baptiste Drouet
- Christopher Thompson: Saint-Just †
- Raymond Gérôme: Jacques Necker
- Jean-Pierre Laurent: François Hanriot †
- Yves-Marie Maurin: Duque de La Rochefoucauld-Liancourt
- Hanns Zischler: Goethe
- Michel Galabru: Jean-Sifrein Maury
- Massimo Girotti: enviado del Papa Pío VI
- François-Éric Gendron: Bertrand Barère
- Georges Corraface: Jacques-René Hébert †
- Edgar Givry: Jean-Baptiste Cant Hanet, llamado Cléry.